# Fit for Rivals
Fit For Rivals — американський поп-панк гурт зі штату Флорида з незвичайним жіночим вокалом, створений у 2006 році у Джексонвіллі.
У 2009 гурт записує свій дебютний альбом «Steady Damage», до якого увійшли декілька синглів гурту. Вперше гурт вразив своїх слухачів кліпом на пісню Crash, який було відзнято у 2009 році, і з цього ж почалася їхня популярність. Також до цього альбому увійшов і другий хіт гурту «Damage», на який згодом у 2010 році теж було відзнято відео.

## Склад гурту
- Thomas Amason — Барабани
- Jesse Carroll — Гітара
- Renee Phoenix — Вокал
- Ben Nelson — Бас-гітара

## Дискографія
- Was That Our Youth? (2009)
- Steady Damage (2009)
- New album (2012)
- Sugar — EP (2015)

### Сингли та відео
| Рік  | Назва           | Альбом        |
| ---- | --------------- | ------------- |
| 2009 | Crash           | Steady Damage |
| 2010 | Damage          | Steady Damage |
| 2011 | Fake            | New album     |
| 2012 | Promo — With me | New album     |